# Pleyben
Pleyben (tiếng Breton: Pleiben) là một xã của tỉnh Finistère, thuộc vùng Bretagne, miền tây bắc Pháp.

## Dân số
Người dân ở Pleyben được gọi là Pleybennois.